# Estrutura de campos na relatividade geral
Em relatividade geral, uma ‘’’estrutura de campo’’’ (também chamada um tétrade ou ‘’vierbein’’) é um conjunto ortonormal de quatro campos vetoriais, um do tipo tempo e três do tipo espacial, definido em uma variedade de Lorentz que está fisicamente interpretada como um modelo de espaço-tempo. O campo de vetores unidade de tipo tempo é muitas vezes designado por {\displaystyle {\vec {e}}_{0}} e os três campos de vetores unidade de tipo espaço por {\displaystyle {\vec {e}}_{1},{\vec {e}}_{2},\,{\vec {e}}_{3}}. Todas as grandezas tensoriais definidas na variedade podem ser expressas usando a estrutura de campo e sua coestrutura de campo dupla. Todas as grandezas tensoriais definidas sobre a variedade podem ser expresas usando-se a estrutura de campo e sua dupla  coestrutura de campo.
Estruturas de campo foram introduzidas na relatividade geral por Hermann Weyl em 1929.
A teoria geral das tétrades (e análogos em outras dimensões que quatro) é descrito no artigo sobre formalismo de Cartan; a notação de índice para tétrades é explicado em tétrade (notação de índice).